# Neuville-sur-Oise
Pour les articles homonymes, voir Neuville.
Neuville-sur-Oise est une commune française située dans le département du Val-d'Oise en région Île-de-France.
Ses habitants sont appelés les Neuvillois.

## Géographie

### Description
Neuville-sur-Oise est une petite commune du Val-d'Oise faisant partie de la communauté d’agglomération de Cergy-Pontoise.
Au nord, Neuville-sur-Oise forme avec Cergy la base de plein et de loisirs des étangs de Cergy-Neuville (étangs des Cayennes, des Galets, des Hautes Bornes et du Petit Bois ainsi que le petit mont Volvic).
À l’est, se trouvent le site de Neuville de l'université de Cergy-Pontoise, bordée par la voie rapide de la RD 203 qui relie Neuville rapidement à Conflans et Saint-Germain-en-Laye, ainsi que la gare de Neuville-Université du RER A, comportant une gare routière.

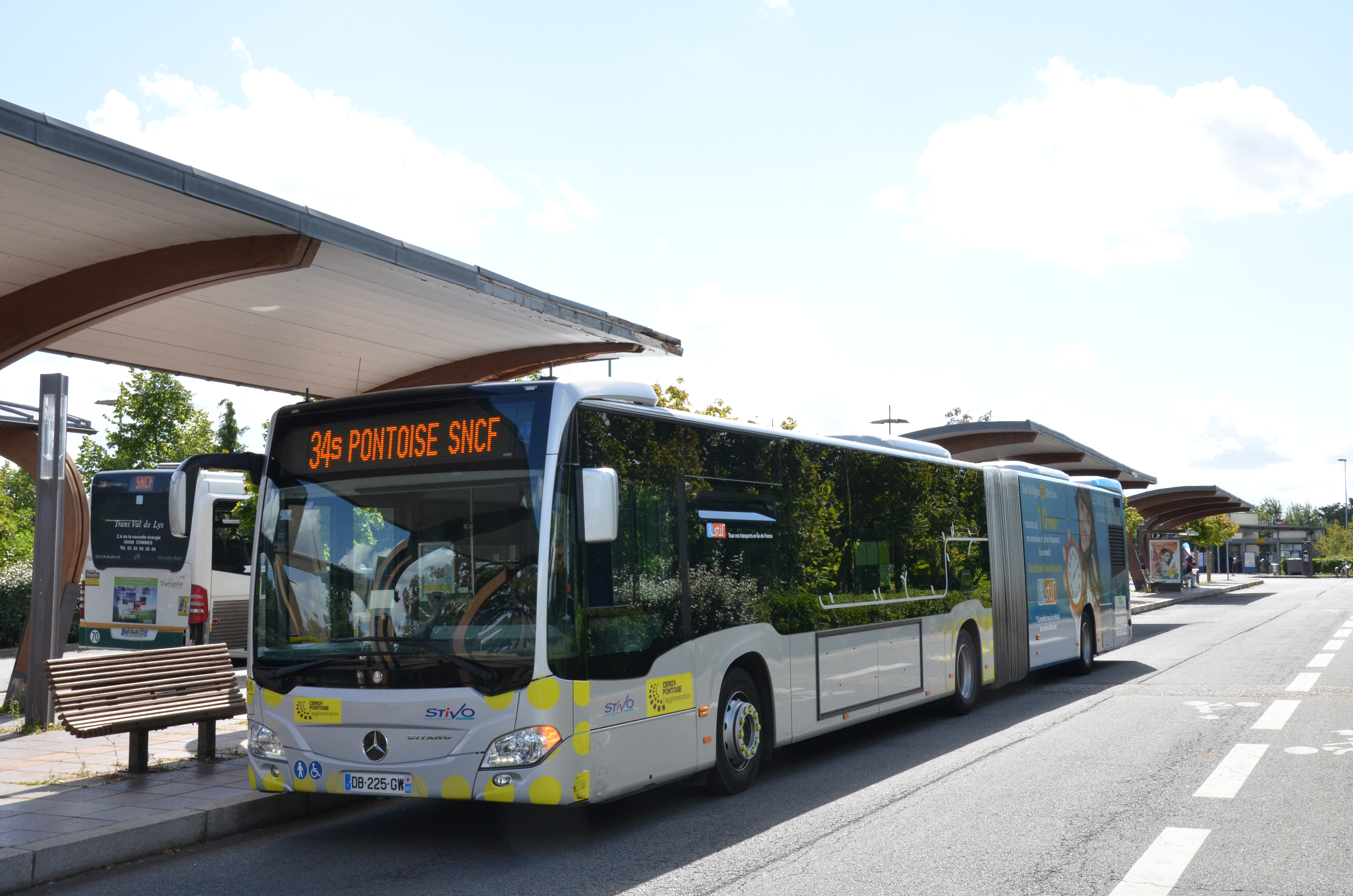
Un bus articulé en gare routière de Neuville Université.

Tout au sud, excentrée et près de Conflans-Sainte-Honorine, se trouve la station d’épuration des eaux de Cergy-Pontoise (site Fin d’Oise). La gare d'Éragny - Neuville, qui porte le nom de la commune, est située sur le territoire communal d'Éragny. À l'issue de l'enquête d'utilité publique de juin 2007, le tracé envisagé de l'A104 ne passe plus sur le territoire de la commune.

### Communes limitrophes
D’origine médiévale comme tous les Neuville (la neuve-ville), la ville se trouve dans une boucle de l’Oise, face à Jouy-le-Moutier et Vauréal. Cergy, Conflans-Sainte-Honorine et Éragny et Maurecourt l’entourent.
| Vauréal         | Cergy             |                          |
| Jouy-le-Moutier | Neuville-sur-Oise | Éragny                   |
| Maurecourt      |                   | Conflans-Sainte-Honorine |

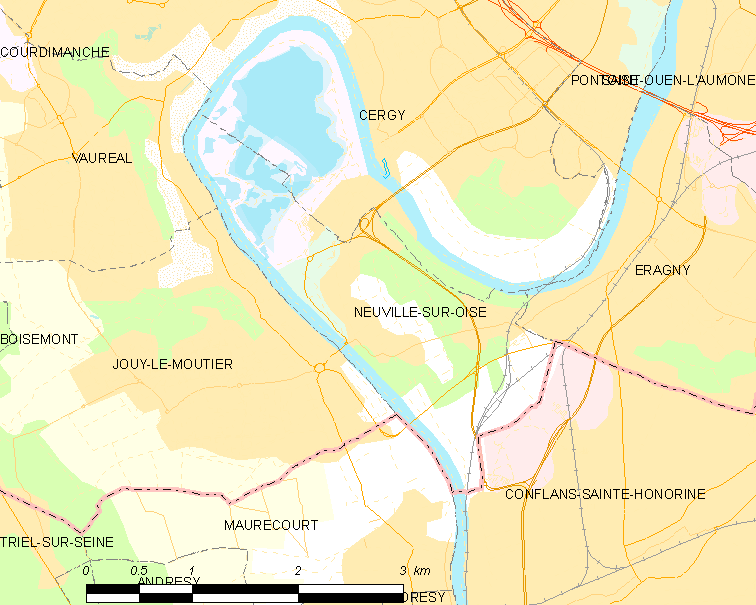
Carte de la commune.
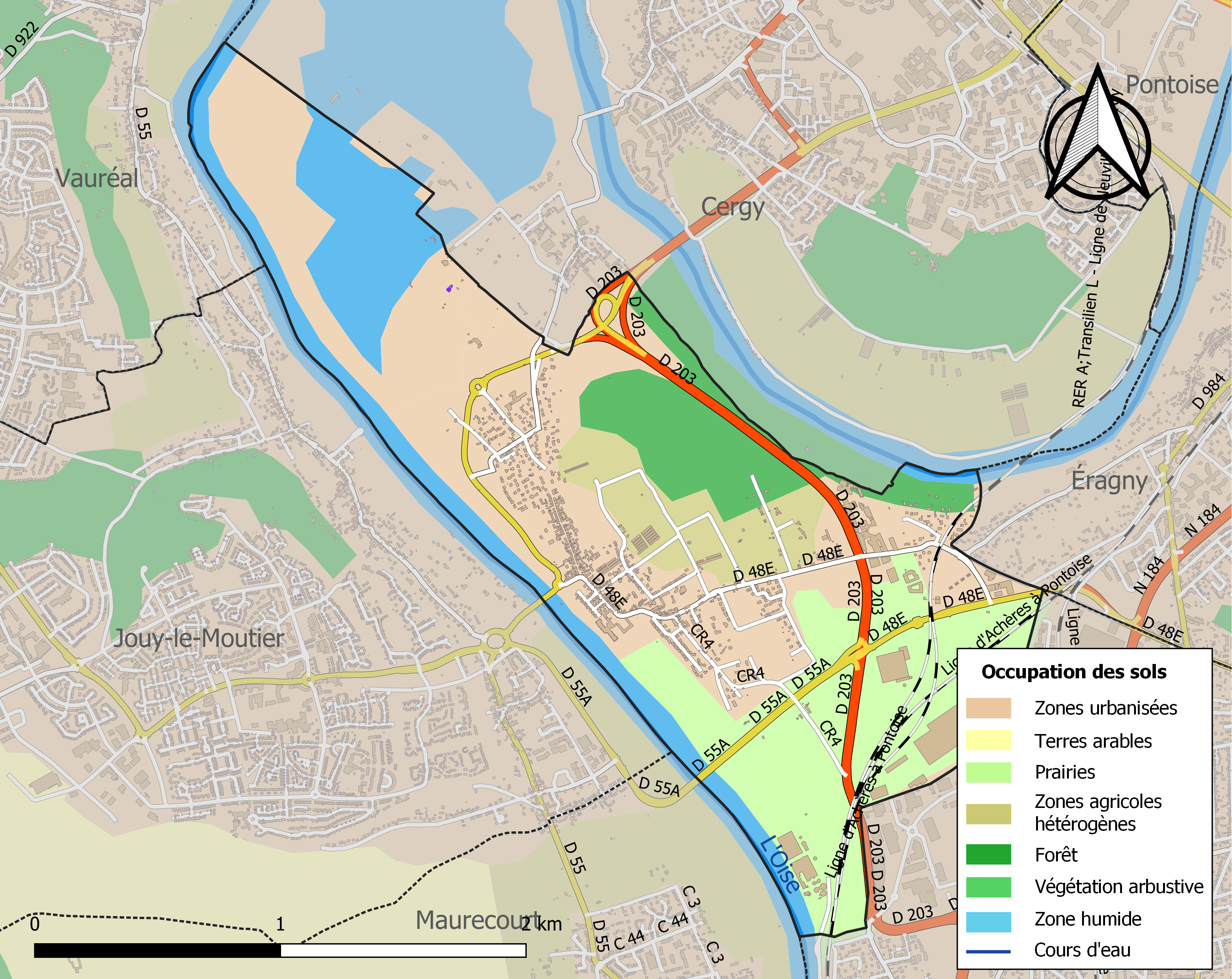
Occupation des sols

### Hydrographie
La commune se trouve dans un méandre de l'Oise, affluent de la Seine. Son territoire est limité par la riviére au sud, et, pour une faible partie, au nord.

### Climat
Pour des articles plus généraux, voir Climat de l'Île-de-France et Climat du Val-d'Oise.
En 2010, le climat de la commune est de type climat océanique dégradé des plaines du Centre et du Nord, selon une étude du CNRS s'appuyant sur une série de données couvrant la période 1971-2000. En 2020, Météo-France publie une typologie des climats de la France métropolitaine dans laquelle la commune est dans une zone de transition entre le climat océanique et le climat océanique altéré et est dans la région climatique  Sud-ouest du bassin Parisien, caractérisée par une faible pluviométrie, notamment au printemps (120 à 150 mm) et un hiver froid (3,5 °C). 
Pour la période 1971-2000, la température annuelle moyenne est de 11,5 °C, avec une amplitude thermique annuelle de 15,2 °C. Le cumul annuel moyen de précipitations est de 667 mm, avec 11,2 jours de précipitations en janvier et 7,9 jours en juillet. Pour la période 1991-2020, la température moyenne annuelle observée sur la station météorologique la plus proche, située sur la commune de Pontoise à 5 km à vol d'oiseau, est de 12,5 °C et le cumul annuel moyen de précipitations est de 666,7 mm,. Pour l'avenir, les paramètres climatiques de la commune estimés pour 2050 selon différents scénarios d'émission de gaz à effet de serre sont consultables sur un site dédié publié par Météo-France en novembre 2022.
| Mois                                  | jan.             | fév.             | mars          | avril         | mai           | juin           | jui.         | août           | sep.        | oct.            | nov.           | déc.             | année      |
| ------------------------------------- | ---------------- | ---------------- | ------------- | ------------- | ------------- | -------------- | ------------ | -------------- | ----------- | --------------- | -------------- | ---------------- | ---------- |
| Température minimale moyenne (°C)     | 2,7              | 2,6              | 4,5           | 6,4           | 9,8           | 13             | 14,9         | 14,7           | 11,7        | 9,1             | 5,6            | 3,3              | 8,2        |
| Température moyenne (°C)              | 5,3              | 5,8              | 8,8           | 11,7          | 15,2          | 18,4           | 20,5         | 20,4           | 16,9        | 13              | 8,5            | 5,7              | 12,5       |
| Température maximale moyenne (°C)     | 7,8              | 9,1              | 13,1          | 16,9          | 20,5          | 23,8           | 26,1         | 26,2           | 22,2        | 17              | 11,5           | 8,2              | 16,9       |
| Record de froid (°C) date du record   | −12,5 01.01.1997 | −12,3 07.02.1991 | −8,1 01.03.05 | −2,4 08.04.03 | −0,5 06.05.19 | 1,8 05.06.1991 | 6 04.07.1990 | 5,6 26.08.1993 | 0 30.09.18  | −3,6 30.10.1997 | −10 24.11.1998 | −10,4 29.12.1996 | −12,5 1997 |
| Record de chaleur (°C) date du record | 16,7 18.01.07    | 21,5 27.02.19    | 25,8 16.03.12 | 29,8 29.04.10 | 32,9 27.05.05 | 39,7 27.06.11  | 40 01.07.15  | 40 09.08.20    | 36 15.09.20 | 31,1 01.10.11   | 22 08.11.15    | 17,5 17.12.15    | 40 2020    |
| Précipitations (mm)                   | 57,9             | 52,1             | 49,4          | 45,4          | 62,2          | 53,5           | 49           | 52,9           | 46,3        | 63,9            | 59             | 75,1             | 666,7      |

## Urbanisme

### Typologie
Au 1er janvier 2024, Neuville-sur-Oise est catégorisée grand centre urbain, selon la nouvelle grille communale de densité à sept niveaux définie par l'Insee en 2022.
Elle appartient à l'unité urbaine de Paris, une agglomération inter-départementale regroupant 407  communes, dont elle est une commune de la banlieue,,. Par ailleurs la commune fait partie de l'aire d'attraction de Paris, dont elle est une commune du pôle principal,. Cette aire regroupe 1 929 communes,.

## Toponymie
Autrefois la localité s'appelait Novavilla.
Le toponyme est une formation médiévale en -ville caractéristique du nord de la France (cf. Neuville). Le premier élément s'explique par le mot neuve- devenu neu par assimilation au -v- de -ville. Il signifie « nouvelle ferme ou maison », complété par le nom de la rivière qui borde la commune[réf. nécessaire].
Le toponyme provient du latin Nova Villa, qui désigne un village nouvellement installé dans un espace défriché.

## Histoire
La présence de l'homme préhistorique sur la commune est attestée par les fouilles qui ont révélé plusieurs haches, lances et racloirs.
Neuville, comme domaine seigneurial puis comme hameau a toujours fait partie intégrante d'Éragny, jusqu'en 1868 époque de son érection en commune.
Neuville (Nova Villa, nouvelle maison de campagne) doit sa naissance comme hameau, au domaine et au château qui attira près de lui quelques journaliers.
Le premier seigneur connu de Neuville est Amaury de Neuville (Amaury II de Lies) (avant 1099). Celui-ci se fit moine et donna à l'abbaye Saint-Martin de Pontoise la moitié du moulin de Rouxménil ainsi que sa maison de campagne à Crouy.
On sait qu'il existait un château construit avant le XVIe siècle, une chapelle y fut adjointe au siècle suivant. Il ne s'agit pas de l'actuel château de Neuville, qui date du XVIIIe siècle. L'ancien fut sans doute démoli ou transformé en ferme. Le château est habité par le comte Émile Cornudet des Chomettes, ancien député et pair de France, son second fils, Eugène-Joseph Cornudet, deviendra maire de Neuville, conseiller général du canton de Pontoise et député de Seine-et-Oise il donne alors son nom à la rue principale de Neuville.
Le 13 juillet 1788 un orage de grêle dévaste la paroisse.
Neuville-sur-Oise, jusqu'alors un simple hameau d'Éragny, est érigé en commune autonome en 1869
Le 15 août 1875 un orage causa de gros dégâts à Neuville, et dévasta Jouy-le-Moutier, Vauréal, Boisemont, Courdimanche, Osny, Cergy, Puiseux, et Pontoise.
Après la création de la ville nouvelle de Cergy-Pontoise, la population a peu augmenté jusque dans les années 2000. Une base de loisirs a été construite dans les anciennes sablières et gravières, où l'eau s'infiltrait (d'où les étangs de Neuville). Elle est maintenant une des plus fréquentées d'Île-de-France. La ville accueille aussi depuis 1994 la gare de Neuville-Université depuis l'extension de la ligne A du RER jusqu'à Cergy-le-Haut.

## Politique et administration

### Rattachements administratifs et électoraux
La commune est créée en 1868 par détachement d'une partie du territoire d'Éragny
Rattachements administratifs
Antérieurement à la loi du 10 juillet 1964, la commune faisait partie du département de Seine-et-Oise. La réorganisation de la région parisienne en 1964 fit que la commune appartient désormais au département du Val-d'Oise et à son arrondissement de Pontoise après un transfert administratif effectif au 1er janvier 1968.
Elle faisait partie de 1868 à 1976 du canton de Pontoise de Seine-et-Oise puis du Val-d'Oise, année où elle est rattachée au canton de Cergy. En 1985 un nouveau découpage intervient et la commune intègre le canton de l'Hautil. Dans le cadre du redécoupage cantonal de 2014 en France, cette circonscription administrative territoriale a disparu, et le canton n'est plus qu'une circonscription électorale.
La commune fait partie de la juridiction d’instance, de grande instance ainsi que de commerce de Pontoise,.
Rattachements électoraux
Pour les élections départementales, la commune fait partie depuis 2014 du canton de Cergy-2
Pour l'élection des députés, elle fait partie de la deuxième circonscription du Val-d'Oise.

### Intercommunalité
La commune se trouve dans la ville nouvelle de Cergy-Pontoise, aménagée à partir de 1970 par un  syndicat communautaire d'aménagement (SCA), puis, en 1984, par un syndicat d'agglomération nouvelle (SAN) créé en 1984.
L'aménagement de la ville nouvelle étant achevée, celui-ci se transforme en 2004 en communauté d'agglomération, qui a pris la dénomination de communauté d'agglomération de Cergy-Pontoise et dont Neuville-sur-Oise est désormais membre.

### Tendances politiques et résultats
Lors des élections municipales de mars 2014, la liste conduite par Gilles Le Cam a battu de 2 voix, avec 45,03 % des suffrages exprimés et 376 voix, celles du maire sortant, Jacques Feyte, avec 44,79 %, soit 374 voix, la troisième liste de Michel Pierson obtenant  10,18 % et 85 voix.
À la suite d'un recours formé par Jacques Feyte qui se plaignait d'une distribution de tracts après la fin de la campagne électorale, le tribunal administratif a annulé le scrutin, et la commune a été gérée par une délégation spéciale de juillet à septembre 2014. Le scrutin du 25 septembre 2014 a vu la victoire de la liste de Gilles Le Cam avec 489 voix, devançant à nouveau Jacques Feyte (DVD), qui a  obtenu 347 voix.
Lors des élections municipales de 2020 , la liste menée par le maire sortant Gilles Le Cam obtient la majorité absolue des suffrages exprimés dès le premier tour, avec 55,41 % des voix, face à celle menée par Frédéric Pain (44,59 %) lors d'un scrutin marqué par 45,61 % d'abstention.

### Liste des maires
| Période        | Période                       | Identité                         | Étiquette | Qualité                                                                                                |
| -------------- | ----------------------------- | -------------------------------- | --------- | --- |
| mai 1869       | septembre 1870                | Alfred Cornudet                  |           | Premier maire de la commune                                                                            |
| septembre 1870 | janvier 1878                  | Édouard Boulanger                |           | |
| janvier 1878   | mai 1888                      | Alexandre Gué                    |           | |
| mai 1888       | février 1938 (décès)          | Honoré Cornudet des Chaumettes   |           | Fils du précédent                                                                                      |
| mars 1938      | août 1944                     | Aristide Tremblay                |           | |
| août 1944      | janvier 1945                  | Georges Guyot                    |           | Sculpteur                                                                                              |
| janvier 1945   | mai 1945                      | Clément Dallemagne               |           | |
| mai 1945       | mai 1953                      | Edmée Cornudet de Saint-Chamans  |           | |
| mai 1953       | mars 1959                     | Mme Le Clézio-Marion             |           | |
| mars 1959      | mars 1971                     | Bertrand de La Poëze d'Harambure |           | Propriétaire du château de Neuville-sur-Oise                                                           |
| mars 1971      | 1976 (décès)                  | Maurice Jourdain                 |           | |
| mai 1976       | juin 1980                     | Roland Magnien                   |           | |
| juin 1980      | mars 1989                     | André Ranger                     |           | |
| mars 1989      | avril 2014                    | Jacques Feyte                    | DVD       | Retraité, maire honoraire                                                                              |
| avril 2014     | En cours (au 10 juillet 2020) | Gilles Le Cam                    | DVD       | Retraité de la SNCF Vice-président de la CA de Cergy-Pontoise (2014 → ) Réélu pour le mandat 2020-2026 |

## Population et société

### Démographie
L'évolution du nombre d'habitants est connue à travers les recensements de la population effectués dans la commune depuis 1872. Pour les communes de moins de 10 000 habitants, une enquête de recensement portant sur toute la population est réalisée tous les cinq ans, les populations de référence des années intermédiaires étant quant à elles estimées par interpolation ou extrapolation. Pour la commune, le premier recensement exhaustif entrant dans le cadre du nouveau dispositif a été réalisé en 2004.

En 2022, la commune comptait 2 089 habitants, en évolution de +1,85 % par rapport à 2016 (Val-d'Oise : +4 %, France hors Mayotte : +2,11 %).
| 1872 | 1876 | 1881 | 1886 | 1891 | 1896 | 1901 | 1906 | 1911 |
| ---- | ---- | ---- | ---- | ---- | ---- | ---- | ---- | ---- |
| 443  | 656  | 427  | 457  | 450  | 442  | 404  | 458  | 408  |

| 1921 | 1926 | 1931 | 1936 | 1946 | 1954 | 1962 | 1968 | 1975 |
| ---- | ---- | ---- | ---- | ---- | ---- | ---- | ---- | ---- |
| 371  | 379  | 381  | 356  | 392  | 495  | 708  | 905  | 858  |

| 1982 | 1990  | 1999  | 2004  | 2006  | 2009  | 2014  | 2019  | 2022  |
| ---- | ----- | ----- | ----- | ----- | ----- | ----- | ----- | ----- |
| 885  | 1 036 | 1 433 | 1 478 | 1 560 | 1 588 | 2 022 | 2 043 | 2 089 |

### Sports
L'île de loisirs de Cergy-Pontoise occupe une surface de 250 hectares dont 150 en plans d'eau, au centre de la boucle de l'Oise à Cergy et Neuville-sur-Oise. Elle permet la pratique de nombreux sports et loisirs, planche à voile, baignade, tennis, badminton, parcours de mini-golf... tout comme la simple promenade. Un stade d'eau vive et un téléski nautique permettent la pratique du rafting, kayak, wakeboard et autres sports de glisse. Trois parcours de golfs sont situés à Vauréal, Jouy-le-Moutier et Saint-Ouen-l'Aumône.
En 1975 voit le jour le club de football de l'Association sportive de Neuville-sur-Oise (ASNO) dont le stade est basé chemin des Dagnaudes. Le président fondateur est Claude Pomares. Le club joue en jaune et noir rayé

## Culture locale et patrimoine

### Lieux et monuments

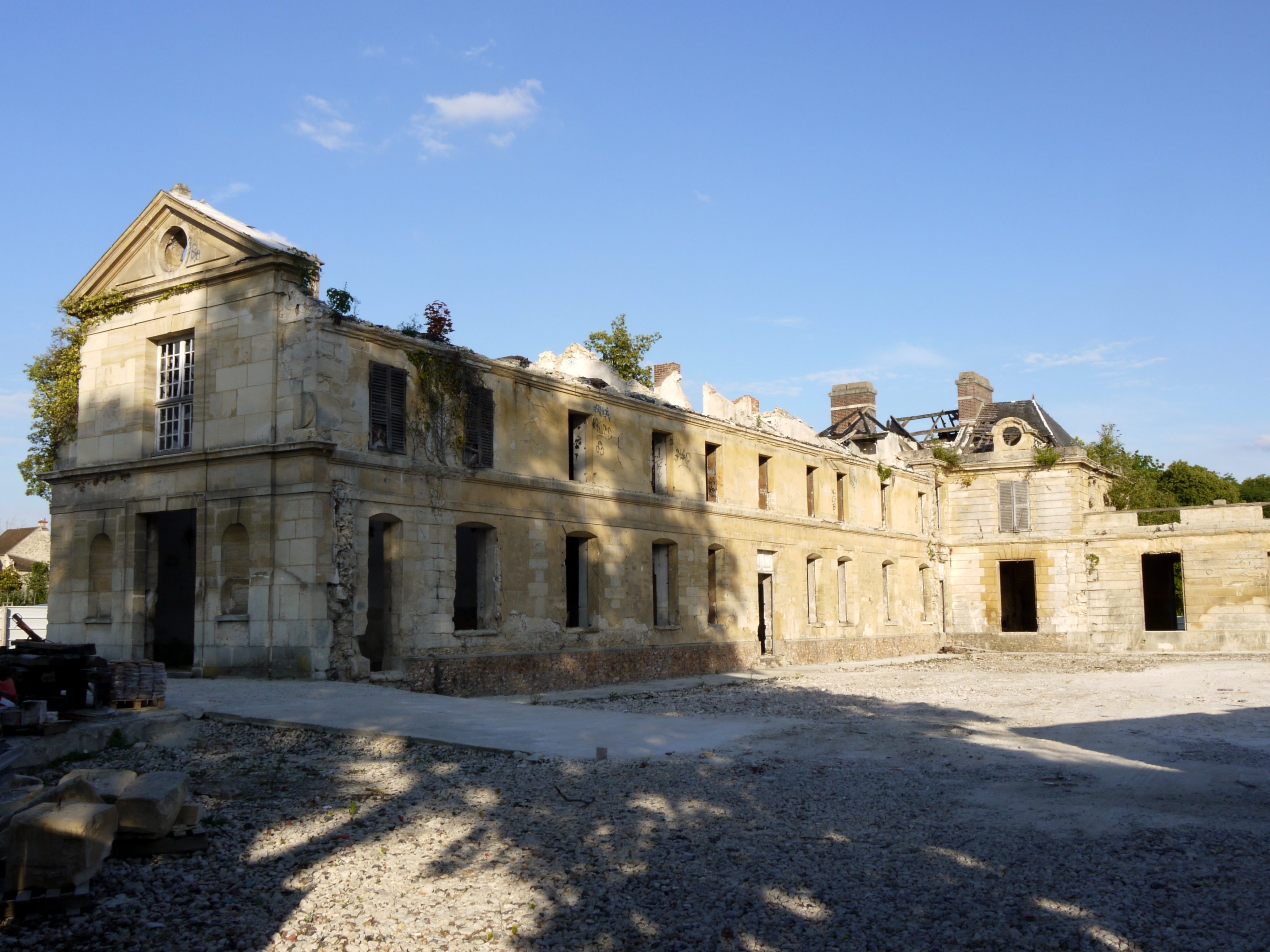
Vestiges du château de Neuville-sur-Oise en 2011.

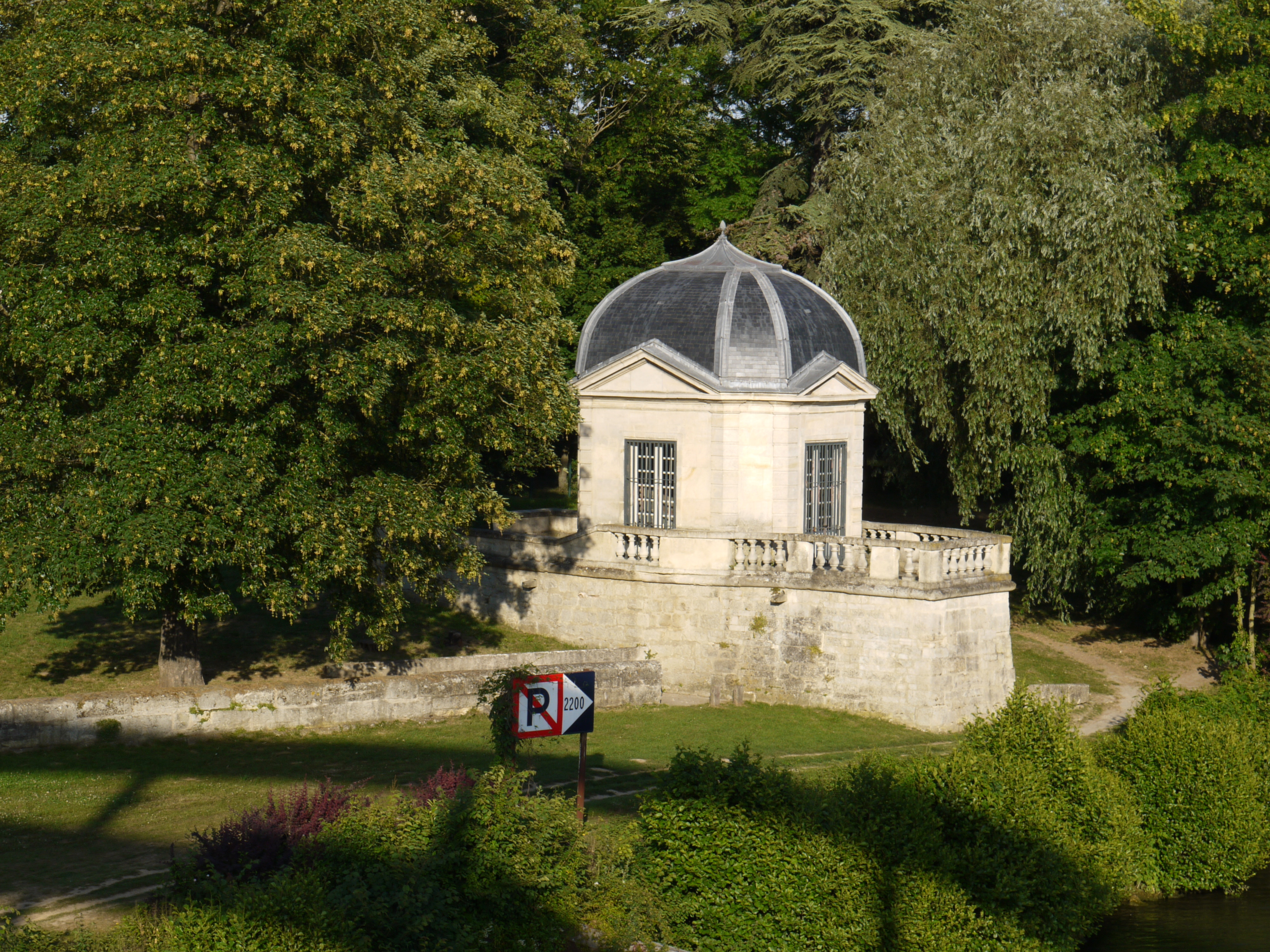
Le pavillon d'Amour.

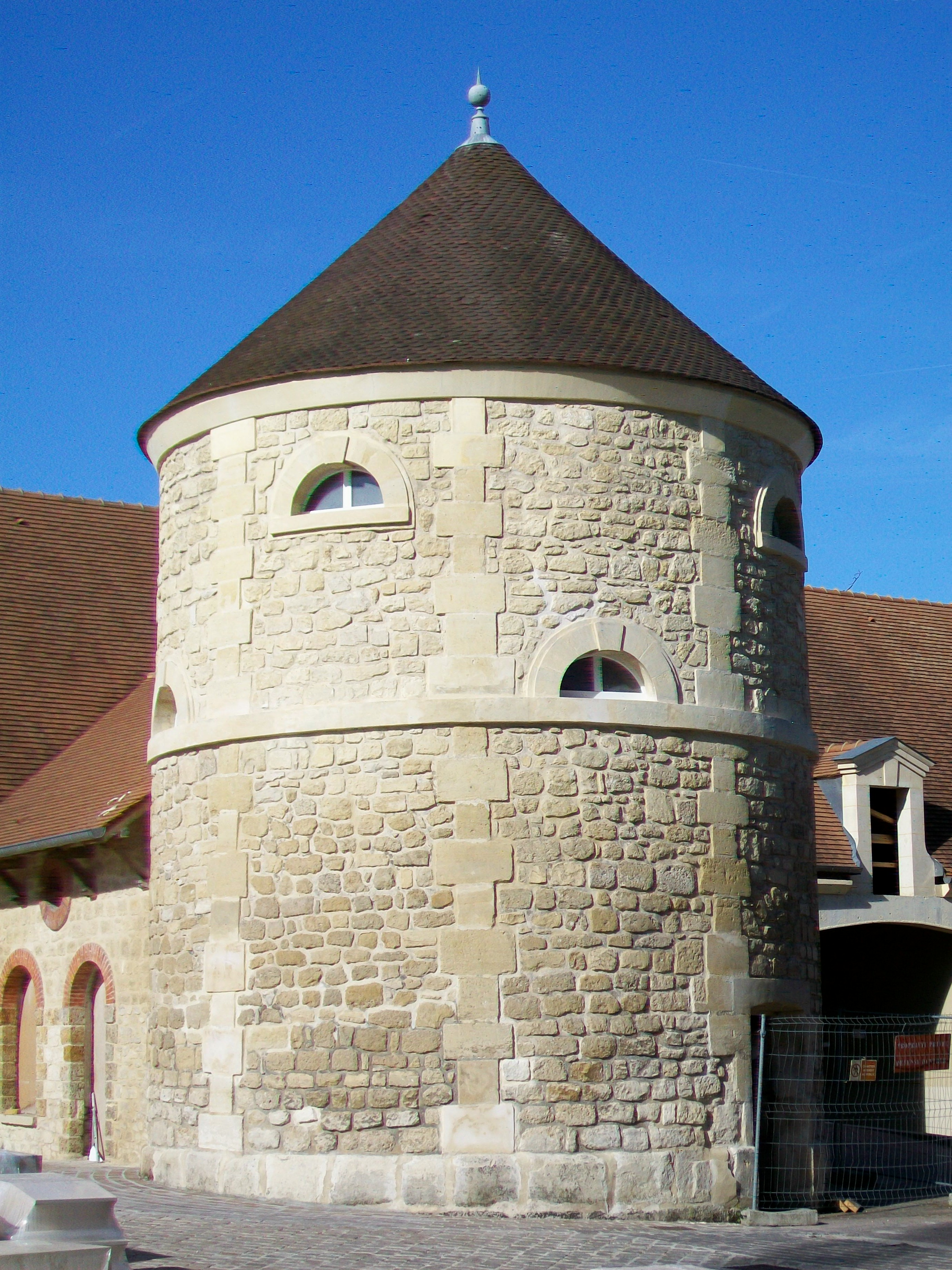
Le colombier du château.

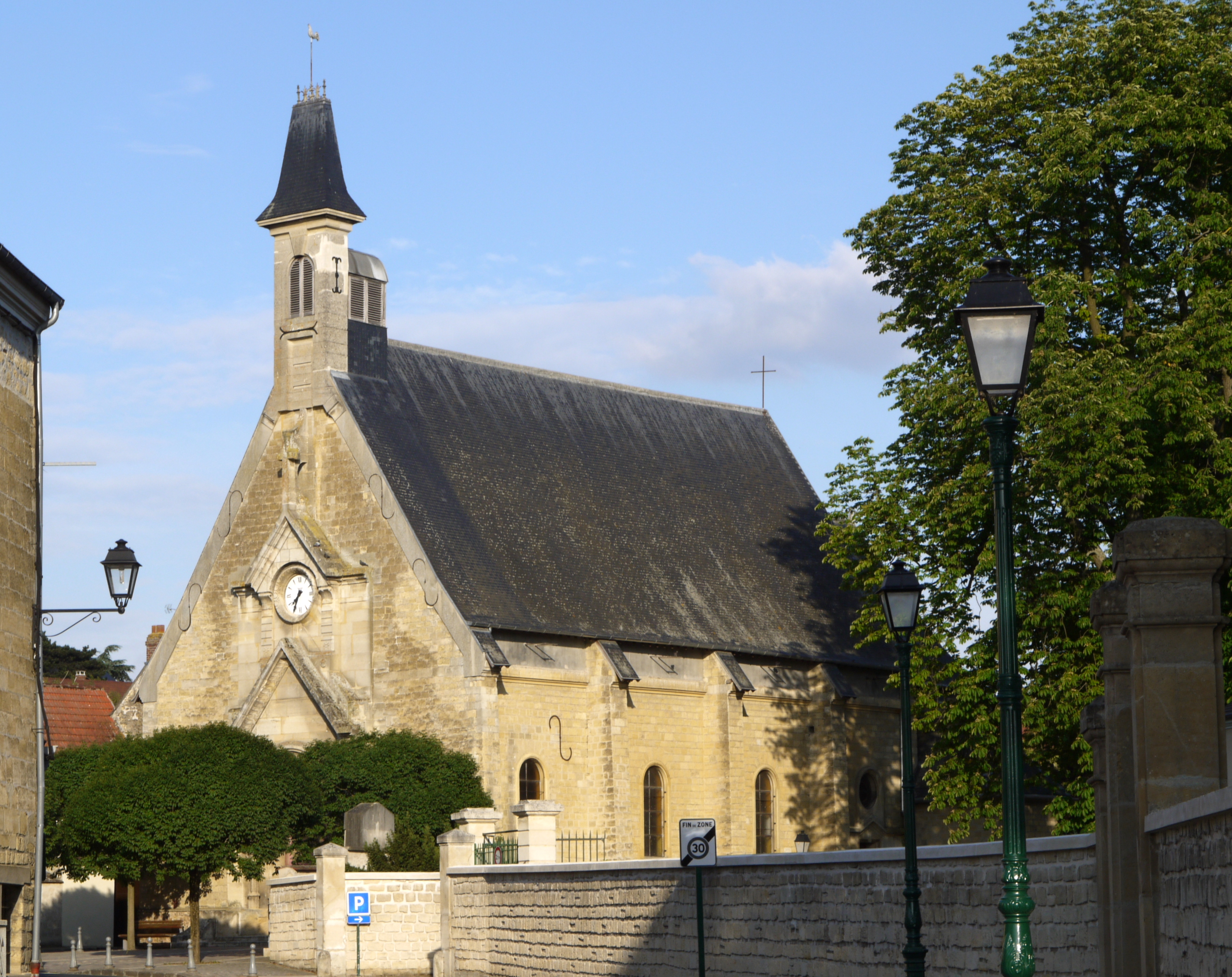
L'église Saint-Joseph.

Neuville-sur-Oise compte un monument historique sur son territoire :
- Le château de Neuville, rue Joseph-Cornudet (parc et pavillon Amour avec balustrade et soubassement inscrits monument historique par arrêté du 16 octobre 1952[35])

La seigneurie de Neuville appartenait autrefois à la famille Delies de Pontoise, descendants des Valois. Le château actuel est construit vers 1642/1654 pour Charles de La Grange, baron de Conflans, maître des comptes à Paris, conseiller au Parlement de Paris et seigneur de Neuville, père d'Anne de La Grange-Trianon. Il habite jusque-là un modeste hôtel seigneurial.
Lorsqu'il achète la baronnie de Conflans-Sainte-Honorine à son cousin le prince de Condé, il acquiert en même temps le titre de baron et souhaite pour lui une demeure plus prestigieuse. Ce nouveau château, de style classique, se compose de deux longues ailes à un étage se faisant face, reliées entre elles par un corps central sans étage, au toit sous forme de terrasse délimité par des balustrades. Le parc est aménagé à la façon d'André Le Nôtre.
Le château deviendra en 1775 la résidence du comte de Mercy d’Argenteau, ambassadeur de l’empereur d’Autriche auprès de la reine Marie Antoinette. Finalement il sera acheté par la famille des comtes Cornudet des Chomettes en 1822. Il sera alors totalement restauré et deviendra, surtout en raison de ses propriétaires, un centre politique. En 1960 il devient la propriété de Bertrand de La Poëze d’Harambure maire de Neuville-sur-Oise. À la suite des expropriations successives il le vend à l’Établissement public de la Ville Nouvelle de Cergy-Pontoise en 1981. Il fera alors l’objet d’une longue période d'abandon pour finalement être réhabilité en logements à partir de 2012.
- Le pavillon d'Amour à proximité du pont de l'Oise

Aujourd'hui situé en dehors du domaine du château, ne date que du XVIIIe siècle. La seigneurie appartient alors au marquis de Castellane, qui, en date du 6 décembre 1775, la vend au comte de Mercy-Argenteau. Ce dernier fait restaurer le château sous la direction de l’architecte Firmin Perlin, qui pourrait en même temps être le concepteur du pavillon. De plan octogonal, le pavillon contient un petit salon de jardin, ouvert sur le parc par quatre portes-fenêtres surmontées d'un petit fronton. Les façades d'un aspect sévère sont uniquement ornées de bossages. Une coupole couverte d’ardoise coiffe le petit édifice. À l’intérieur, le plafond était peint d'un ciel. Aujourd’hui ce pavillon d’Amour fait partie de la place du village, terrain de plus de 5 000 m2, qui a d’abord été mis à disposition puis donné en 1960 à la municipalité par Bertrand de La Poëze d’Harambure, alors propriétaire du château et maire de Neuville-sur-Oise depuis 1959.
On peut également signaler : 
- Colombier du château, rue Joseph-Cornudet

Ce colombier cylindrique à un étage et coiffé d'un toit en poivrière se remarque par sa construction soignée. La façade est consolidée par de nombreux chaînages en pierre de taille, et l'appareil est constitué de moellons de forme très régulière. L'étage est éclairé par plusieurs demi-lunes. Le colombier se situe au centre de la ferme du château, se composant d'une basse-cour et de deux corps de ferme, avec une bergerie, une étable, des écuries, des granges et des greniers.
- Église Saint-Joseph, rue Joseph-Cornudet

Neuville dépendait de la paroisse de Conflans jusqu'à la construction de cette église d'un style éclectique en 1863. Financée grâce à une souscription auprès des habitants, elle est élevée sur un terrain mis à disposition par le comte Cornudet, prélevé sur le parc du château. Les plans sont de l'architecte Élie Tremblay. D'orientation nord-ouest - sud-est, l'édifice se compose d'une large nef de quatre travées et d'un chœur de deux travées, au chevet polygonal. Ce dernier n'est éclairé que par un unique oculus. Les fenêtres de la nef sont plein cintre, tout comme par ailleurs le portail, cantonné de deux colonnes d'inspiration néo-byzantine et surmonté par un gable, suivi plus haut par un second gable plus petit servant de cadre à l'horloge. Le pignon s'achève par un clocheton purement décoratif, cachant un petit clocher en charpente qui abrite la cloche. L'ensemble des 480 habitants que compte le village en 1863 pouvaient trouver place à l'intérieur.
- Pont de Neuville :

Durant la guerre franco-prussienne, le 15 septembre 1870, le pont est détruit afin de contrarier l’envahisseur dans l'investissement de Paris. Le 1er mars 1873, le pont, la circulation et le péage sont rétablis. Le 24 juillet 1893 le péage du pont de Neuville est racheté par la commune.
En 1934, le pont suspendu étant devenu vétuste et dangereux, le Conseil général de Seine-et-Oise décide de le remplacer par un pont fixe. Le 2 juillet 1939 le pont, en béton armé, est inauguré sous le nom de « pont Cornudet ». Durant la campagne de France, le 9 juin 1940 les troupes françaises font sauter le pont. La traversée de l'Oise s'effectue alors par barques. Après la Libération, en octobre 1944, les communes de Jouy-le-Moutier et de Neuville réclament l'établissement d'un bac, qui est refusé.
Le 13 juin 1952 un pont Bailey de 120 mètres de long est mis en service. En 1970, la vétusté de cette passerelle oblige sa fermeture totale. En 1972, le projet d'un nouveau pont qui serait mis en service en 1974 est acté. Il est inauguré par Michel Poniatowski le 15 juin 1974
.

### Personnalités liées à la commune
- Florimond de Mercy-Argenteau (1727-1794), diplomate, dernier seigneur de Neuville de 1775 à la Révolution.
- Honoré Cornudet des Chaumettes (1861-1938), député et sénateur, propriétaire du château

Seigneurs de Neuville
- Vers 1210, Raoul de Conflans,
- Antoine de Neuville qui vendit ses droits en
- En 1314, la terre appartient à Jean de Neuville
- En 1343 à Michel Ababos fils de Anceuil Ababos, prévôt, maire de Pontoise.
- En 1381 au connétable Charles de Montmorency baron de Conflans puis en 1399 à Jacques de Montmorency.
- En 1460 la seigneurie de Neuville passe dans les mains de Nicolas Thude, bourgeois de Pontoise,
- puis à Thibaut Thude qui revient à sa mort à
- Etienne Guibert époux de Nicole Thude fille de Thibaut.
- En 1509 Claude Guibert, fils des précédents possède la seigneurie
- En 1538, elle passe à Jean Guibert puis à sa mort à
- Etienne Guibert, son frère, avocat au parlement de Paris, notaire et secrétaire du roi
- Philippotte Guibert
- En 1591, Neuville est détenue conjointement par les tantes de Philippotte Guibert
  - Louis Guibert, veuve de Louis de la Grange de Tryanon (près de Luzarches), en son vivant greffier au bailliage de Sens et seigneur d'Ermenonville en Beauce
  - Antoinette Guibert, veuve de Jacques de Fontenay
  - Marie Guibert épouse de Michel de Pommereuil de la Bretèche
- 1637, Sébastien de la Grange aumônier du roi, chanoine de la Sainte-Chapelle du Palais à Paris, abbé de Saint-Acheul près d'Amiens, décédé à Issy près de Paris en mai 1637.
- 1637-1654 : Charles de la Grange, frère du précédent qui acheta le 16 mai 1642 la baronnie de Conflans-Sainte-Honorine pour 54 000 livres.
- 1654-1690 : Louis de Buade Frontenac, comte de Palluau époux de Anne de la Grange fille du précédent.
- 1690-1752 : Marie-Françoise de la Grange, sœur consanguine de la précédente qui épousa Jean-Jacques Charon de Ménars
- 1752- : Marie Thérèse Charon de Ménars, fille des précédent qui en fit don à
- Marie-Charlotte Louise de Ménars, sa nièce, fille de Jean-Baptiste Charon de Ménars, dame d'honneur de Madame Sophie fille de Louis XV.
- -1775 : Esprit François Henry marquis de Castellane, chevalier de l'ordre royal et militaire de Saint-Louis, capitaine lieutenant des gendarmes anglais, gouverneur de la ville et du château de Blois qui vend la baronnie de Conflans et la terre de Neuville à
- 1775-1791 : Florimond de Mercy-Argenteau ambassadeur d'Autriche en France qui la revend en
- 1791- : Piquefeu de Bermont, un armateur du Havre qui en devient maire.

### Héraldique
| Blason de Neuville-sur-Oise | Blason  | Parti de sinople et d'azur, au Pavillon d'Amour d'argent brochant sur le tout, surmonté en chef à senestre de huit ellipses du même passées en croix et en sautoir. |
| Blason de Neuville-sur-Oise | Détails | |